# Trémentines
Trémentines é uma comuna francesa na região administrativa da Pays de la Loire, no departamento de Maine-et-Loire. Estende-se por uma área de 34,83 km². Em 2010 a comuna tinha 3 100 habitantes (densidade: 89 hab./km²).